# Vincent Terranova
Vincenzo „Vincent the Tiger“ Terranova (* Mai 1896 in Corleone, Sizilien; † 8. Mai 1922 in New York City) war ein italo-amerikanischer Mafioso der Morello-Familie, die als Vorläufer der Genovese-Familie gelten kann.

## Familienverhältnisse
Vincent Terranova war entweder ein jüngerer Halbbruder oder ein jüngerer Stiefbruder von Giuseppe Morello. Nach der ersten Halbbruder-Variante wären Giuseppe und Nicolo („Nick“) die ältesten Söhne von Angela Piazza, die dann mit Ciro Terranova und Vincent zwei weitere Söhne hatte. Nach der zweiten Stiefbruder-Variante folgten Vincent und Ciro ihrer Mutter Rosalia Terranova in die Morello-Familie, wo es außerdem noch den älteren Bruder Antonio Morello gab. Überhaupt herrscht Verwirrung über die Anzahl der Brüder, da es noch einen Peter Morello geben soll, der aber heute als identisch mit Giuseppe gilt, der wiederum auch als Joe Morello bekannt war. Zur Verwirrung trug auch Ciro Terranova bei, als er „Nick“ nach dessen Ermordung als Nicholas Terranova identifizierte.
Vincent gehörte somit zur Morello-Familie, die als Vorläufer der Genovese-Familie gelten kann. Er selbst schuf mit seiner 107th Street Gang hierfür ebenfalls die Grundlagen.

## Biografie
Giuseppe „Peter“ Morello war 1892 von Corleone nach New York City gegangen und sechs Monate später folgte Ciro mit dem Rest der Familie: d. h. Vater und Mutter, Schwester Salvatrese (eventuell aber noch vier weitere Schwestern), seinem älteren Halbbruder Nicolo „Coco“ „Nick“ Morello, sowie seinem Bruder Ciro Terranova.
Über ein Jahr lang waren sie bereits in New York City, aber die Familie kam beruflich nicht voran. Giuseppe Morello ging nach Louisiana zu einem Cousin der Familie und auch hierhin folgte ihm die gesamte Familie mit Ciro zwei Monate später. Giuseppe und sein Vater arbeiteten dort etwa ein Jahr auf einer Zuckerrohrplantage, gingen dann allerdings nach Bryan (Texas) als Baumwollpflücker, gaben den Job allerdings auf, als Familienmitglieder an der Malaria erkrankten.
1896 war die Familie wieder in New York City, wiederum waren es Giuseppe und sein Vater, die zunächst als Straßenpflasterer arbeiteten, eventuell betrieben sie auch eine kleine Kohlenhandlung, dann aber ab 1898 eine Kneipe in der 13th Street eröffneten und bald darauf eine zweite in der Stanton Street. Wie sein Bruder Ciro wuchs Vincent im Gang-Milieu von East Harlem auf; 1900 kamen sein älterer (Stief-)Bruder Antonio und sein (Stief-)Vater bei einer Schießerei ums Leben. Zu diesem Zeitpunkt war er bereits der Boss einer Straßengang, die sich um die 107th Street herumtrieb. Nach der Inhaftierung von Giuseppe Morello und Ignazio Saietta wegen der Verbreitung von Falschgeld im Jahre 1910 füllten Vincent und Ciro Terranova die Lücke und wurden von Giousue Gallucci in dessen Organisation in führenden Positionen aufgenommen.
Während sein Bruder Ciro sich das Monopol für Artischocken verschaffte, wurde Vincent in den 1920er Jahren dank der Prohibition durch Alkoholschmuggel recht wohlhabend. Am 8. Mai 1922 wurde er Opfer eines Drive-by shooting bei der 116th Street/2nd Avenue. Vermutlich war dies ein Anschlag aus den Kreisen von Umberto Valenti.
Ein Anschlag seitens Joe Masseria kann ausgeschlossen werden, denn der Morello-Terranova-Clan gehörte zu dessen wichtigsten Stützen. Mit der Ermordung von Nicholas „Nick“ Morello und Giuseppe Morello verlor Masseria wichtige Stützen und war selbst das letzte Opfer im sogenannten Krieg von Castellammare.